# La figlia di Ryan
La figlia di Ryan (Ryan's Daughter) è un film del 1970 diretto da David Lean.

## Trama
Irlanda, penisola di Dingle, 1916. Rosy, figlia di Thomas Ryan, proprietario del pub del piccolo villaggio dove entrambi vivono, sogna una vita diversa. Quando giunge da Dublino Charles Shaughnessy, il maestro del villaggio, pensa che lui le possa offrire ciò che sogna e, tra i dubbi e le paure per "la prima notte", rassicurata da padre Collins, il prete del villaggio, decide di sposarlo. La vita matrimoniale tuttavia non è quella che Rosy si aspettava e l'arrivo del maggiore Randolph Doryan, un eroe decorato, convalescente da una ferita di guerra patita durante un combattimento contro i tedeschi, ed inviato per ristabilirsi a comandare il piccolo presidio inglese del villaggio, cambia la vita di Rosy che, scoprendone la fragilità dovuta allo shock non ancora superato, se ne innamora ed inizia una relazione con lui. Michael, lo scemo del villaggio, un giorno li vede insieme e, attraverso il suo strambo comportamento, l'intera comunità scopre la loro relazione, provocando nei confronti di Rosy un misto di astio e di diffidenza, mentre Charles sembra capire la situazione ma evita di esternare i suoi dubbi.
Mentre le vicende sentimentali proseguono, una notte il conflitto tra inglesi e guerriglieri indipendentisti arriva nel villaggio ed i ribelli irlandesi, aiutati da tutta la popolazione del paese che fornisce loro aiuto, cercano di recuperare delle casse piene di armi gettate in mare da una nave tedesca che una tempesta minaccia di spazzare via. Il padre di Rosy tuttavia, prima di interrompere la linea telefonica, riferisce la notizia agli inglesi ed il mattino, mentre i ribelli, seguiti dall'intera popolazione, risalgono con un camion il sentiero che porta nell'interno, il maggiore Doryan è già presente sul posto insieme ai soldati e blocca la colonna.
Il capo dei ribelli cerca di fuggire venendo ferito ad una gamba ma Doryan, al momento di finirlo con il fucile, preso dal panico non riesce a sparare e Rosy gli si avvicina per sostenerlo, confermando i sospetti che le persone avevano su di lei, incolpandola della "soffiata". La stessa notte Rosy esce dalla casa per incontrarsi con Doryan e, dopo avere passato una notte di amore insieme, entrambi si rendono conto che la loro storia è finita. Charles, accortosi della sparizione della moglie, vaga nella notte e solo il mattino dopo padre Collins riesce a trovarlo in una grotta prospiciente la spiaggia, mentre i soldati inglesi stanno raccogliendo le armi naufragate.
Il pomeriggio, dopo che Rosy ha comunicato al marito la fine della loro relazione, facendogli contemporaneamente capire di non averlo mai amato, la folla inferocita arriva alla scuola dove essi vivono ed il padre, il quale vigliaccamente si trattiene dal comunicare la verità, che lo porterebbe quasi certamente alla morte, lascia che gli abitanti del villaggio infieriscano sulla figlia, denudandola e rasandole i capelli. Solo l'arrivo di padre Collins riesce a fermarli. Poco dopo il maggiore Doryan si suicida.
Il giorno successivo i coniugi abbandonano il villaggio; solo Michael e padre Collins li accompagnano alla fermata della corriera che li porterà a Dublino, mentre il popolo fischia, deride e insulta la presunta delatrice. Nel momento del commiato il prete capisce che i due si separeranno ma li saluta lasciandogli il dubbio che questa non sia, per loro, la soluzione migliore.

## Riconoscimenti
- 1971 - Premio Oscar
  - Miglior attore non protagonista a John Mills
  - Migliore fotografia a Freddie Young
  - Candidatura Miglior attrice protagonista a Sarah Miles
  - Candidatura Miglior sonoro a Gordon K. McKallum e John Bramall
- 1971 - Golden Globe
  - Miglior attore non protagonista a John Mills
  - Candidatura Miglior attrice in un film drammatico a Sarah Miles
  - Candidatura Miglior attore non protagonista a Trevor Howard
- 1971 - Premio BAFTA
  - Candidatura Miglior film
  - Candidatura Migliore regia a David Lean
  - Candidatura Miglior attrice protagonista a Sarah Miles
  - Candidatura Miglior attore non protagonista a John Mills
  - Candidatura Miglior attrice non protagonista a Evin Crowley
  - Candidatura Migliore fotografia a Freddie Young
  - Candidatura Migliore scenografia a Stephen B. Grimes
  - Candidatura Migliori costumi a Jocelyn Rickards
  - Candidatura Miglior montaggio a Norman Savage
  - Candidatura Miglior colonna sonora adattata a Winston Ryder e Gordon K. McCallum
- 1971 - David di Donatello
  - Miglior produttore straniero a Anthony Havelock-Allan
- 1972 - Kansas City Film Critics Circle Award
  - Miglior attore non protagonista a John Mills

## Accoglienza
Il film ha avuto inizialmente una cattiva accoglienza dalla critica. Tuttavia ha avuto un buon riconoscimento al botteghino; a fronte di un budget di 13,3 milioni di dollari, a livello mondiale ha incassato 31 milioni di dollari. Successivamente premiato con due Oscar, alla fotografia e al miglior attore non protagonista.